# جرم مجازی
جرم مجازی (انگلیسی: Virtual crime)، جنایت مجازی یا جنایت درون بازی اشاره به یک عمل مجرمانهٔ مجازی دارد که در یک بازی آنلاین گسترده چندنفره (مانند ام‌ام‌اوآرپی‌جی) یا در متاورس رخ می‌دهد. زمان و تلاش عظیمی که برای چنین بازی‌هایی سرمایه‌گذاری می‌شود، می‌تواند منجر به «جرم» آنلاین به جنایات دنیای واقعی شود و حتی تمایز بین این دو را از بین ببرد. برخی کشورها واحدهای تحقیقاتی پلیسی ویژه‌ای را برای پوشش این گونه «جرایم مجازی» معرفی کرده‌اند. کره جنوبی یکی از این کشورهاست و در شش ماه اول سال ۲۰۰۳، ۲۲۰۰۰ مورد را بررسی کرده‌است.
جرایم مجازی قابل توجهی در سال ۲۰۲۱ در پلتفرم هورایزن وردز رخ داده‌است که منجر به یک گفتگوی تازه در مورد ایمنی در متاورس می‌شود.